# An virtus doceri possit
An virtus doceri possit è il titolo latino dato durante il Rinascimento a una declamazione di Plutarco (Εἰ διδακτὸν ἡ ἀρετή), contenuta nei Moralia.

## Struttura
Il tema è di derivazione platonica ed era esaminato soprattutto nel Menone, ma anche nel Clitofonte, nell’Eutidemo, nel Protagora, nel Lachete. 
Plutarco si chiede come sia possibile che si possa insegnare qualsiasi cosa ma non la virtù, che è l’unica via per giungere alla serenità e alla
felicità. Se la virtù non si potesse insegnare, si ucciderebbe la possibilità di crescere sul piano personale e civile, si finirebbe per ammettere che fino a che si è bambini si possa andare a scuola e imparare, ma una volta adulti e di fronte ai doveri cui si è chiamati nei confronti della famiglia e della società, non ci siano scuole né insegnamenti. Questa delicata e importantissima funzione spetta alla filosofia, l’unica in grado di indicare all’umanità la strada del bene.  
La declamazione, non stilisticamente rifinita, è mutila della fineː è possibile che fosse un appunto trovato tra le carte di Plutarco dopo la sua morte.